# Villeneuve-de-Duras
Pour les articles homonymes, voir Villeneuve.
Villeneuve-de-Duras est une commune du Sud-Ouest de la France, située dans le département de Lot-et-Garonne (région Nouvelle-Aquitaine).
Ses habitants sont les Villeneuvois et les Villeneuvoises.

## Géographie

### Localisation
Commune située en Guyenne dans le vignoble des Côtes de Duras. Elle est limitrophe du département de la Gironde.

### Communes limitrophes
Les communes limitrophes sont Margueron, Riocaud, Loubès-Bernac, Saint-Astier et Saint-Sernin.
|                   | Margueron (Gironde) |               |
| Riocaud (Gironde) | Villeneuve-de-Duras | Loubès-Bernac |
|                   | Saint-Sernin        | Saint-Astier  |

### Climat
Pour des articles plus généraux, voir Climat de la Nouvelle-Aquitaine et Climat de Lot-et-Garonne.
Historiquement, la commune est exposée à un climat océanique aquitain.  
En 2020, Météo-France publie une typologie des climats de la France métropolitaine dans laquelle la commune est exposée à un climat océanique et est dans la région climatique Aquitaine, Gascogne, caractérisée par une pluviométrie abondante au printemps, modérée en automne, un faible ensoleillement au printemps, un été chaud (19,5 °C), des vents faibles, des brouillards fréquents en automne et en hiver et des orages fréquents en été (15 à 20 jours).
Pour la période 1971-2000, la température annuelle moyenne est de 12,9 °C, avec une amplitude thermique annuelle de 15,2 °C. Le cumul annuel moyen de précipitations est de 826 mm, avec 10,6 jours de précipitations en janvier et 6,8 jours en juillet. Pour la période 1991-2020, la température moyenne annuelle observée sur la station météorologique la plus proche, située sur la commune de Talence à 26 km à vol d'oiseau, est de 14,3 °C et le cumul annuel moyen de précipitations est de 884,0 mm,. Pour l'avenir, les paramètres climatiques de la commune estimés pour 2050 selon différents scénarios d’émission de gaz à effet de serre sont consultables sur un site dédié publié par Météo-France en novembre 2022.

## Urbanisme

### Typologie
Au 1er janvier 2024, Villeneuve-de-Duras est catégorisée commune rurale à habitat très dispersé, selon la nouvelle grille communale de densité à sept niveaux définie par l'Insee en 2022.
Elle est située hors unité urbaine et hors attraction des villes,.

### Occupation des sols

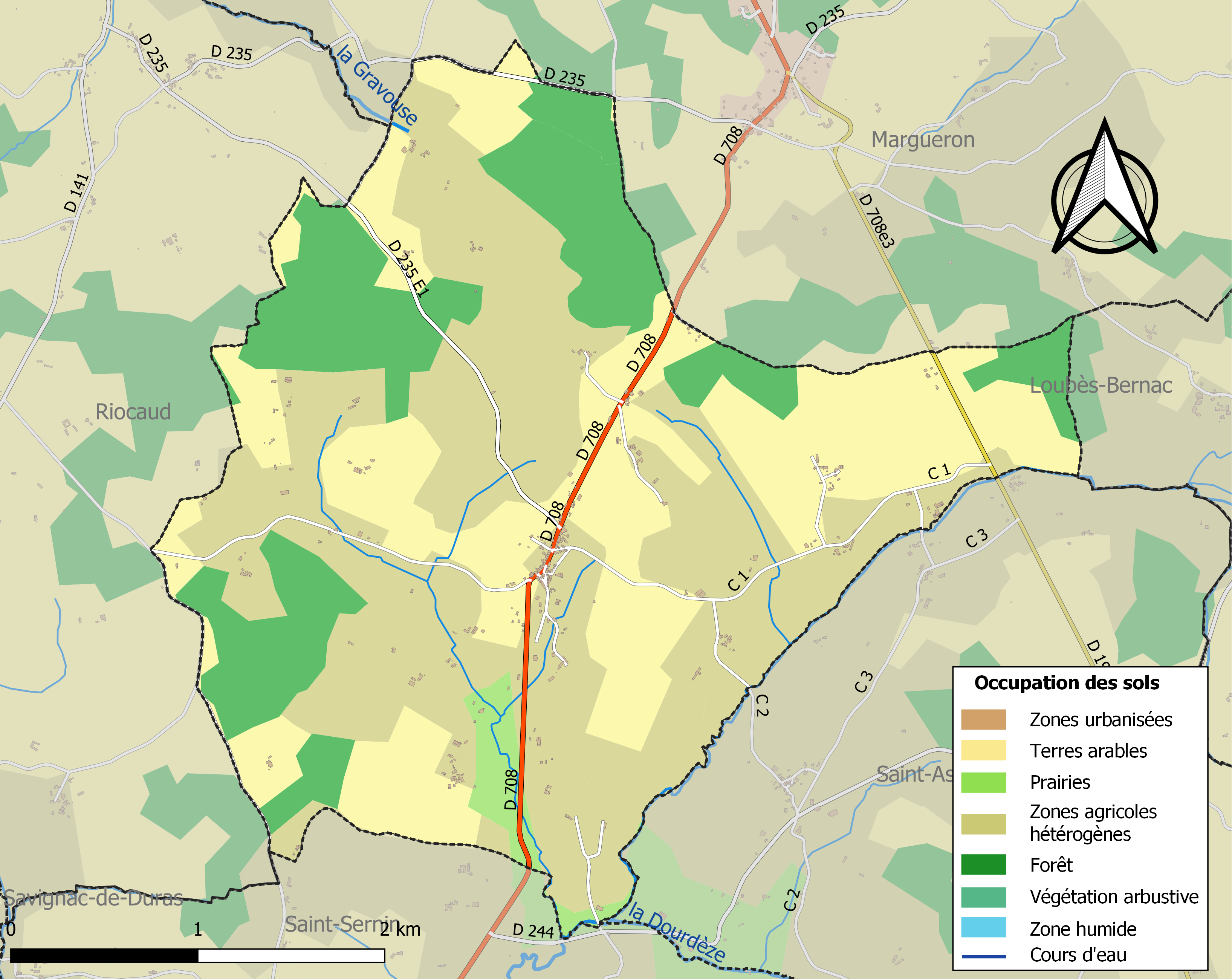
Carte des infrastructures et de l'occupation des sols de la commune en 2018 (CLC).

L'occupation des sols de la commune, telle qu'elle ressort de la base de données européenne d’occupation biophysique des sols Corine Land Cover (CLC), est marquée par l'importance des territoires agricoles (80,3 % en 2018), une proportion sensiblement équivalente à celle de 1990 (80,4 %). La répartition détaillée en 2018 est la suivante : 
zones agricoles hétérogènes (45,9 %), cultures permanentes (32,1 %), forêts (19,7 %), prairies (2,2 %), terres arables (0,1 %). L'évolution de l’occupation des sols de la commune et de ses infrastructures peut être observée sur les différentes représentations cartographiques du territoire : la carte de Cassini (XVIIIe siècle), la carte d'état-major (1820-1866) et les cartes ou photos aériennes de l'IGN pour la période actuelle (1950 à aujourd'hui).

### Risques majeurs
Le territoire de la commune de Villeneuve-de-Duras est vulnérable à différents aléas naturels : météorologiques (tempête, orage, neige, grand froid, canicule ou sécheresse), inondations, mouvements de terrains et séisme (sismicité très faible). Il est également exposé à un risque technologique, le transport de matières dangereuses. Un site publié par le BRGM permet d'évaluer simplement et rapidement les risques d'un bien localisé soit par son adresse soit par le numéro de sa parcelle.

#### Risques naturels
Certaines parties du territoire communal sont susceptibles d’être affectées par le risque d’inondation par une crue à  débordement lent de cours d'eau, notamment la Dourdèze et la Gravouse. La commune a été reconnue en état de catastrophe naturelle au titre des dommages causés par les inondations et coulées de boue survenues en 1982, 1983, 1999, 2009 et 2021,.
Les mouvements de terrains susceptibles de se produire sur la commune sont des affaissements et effondrements liés aux cavités souterraines (hors mines) et des tassements différentiels. Afin de mieux appréhender le risque d’affaissement de terrain, un inventaire national permet de localiser les éventuelles cavités souterraines sur la commune.

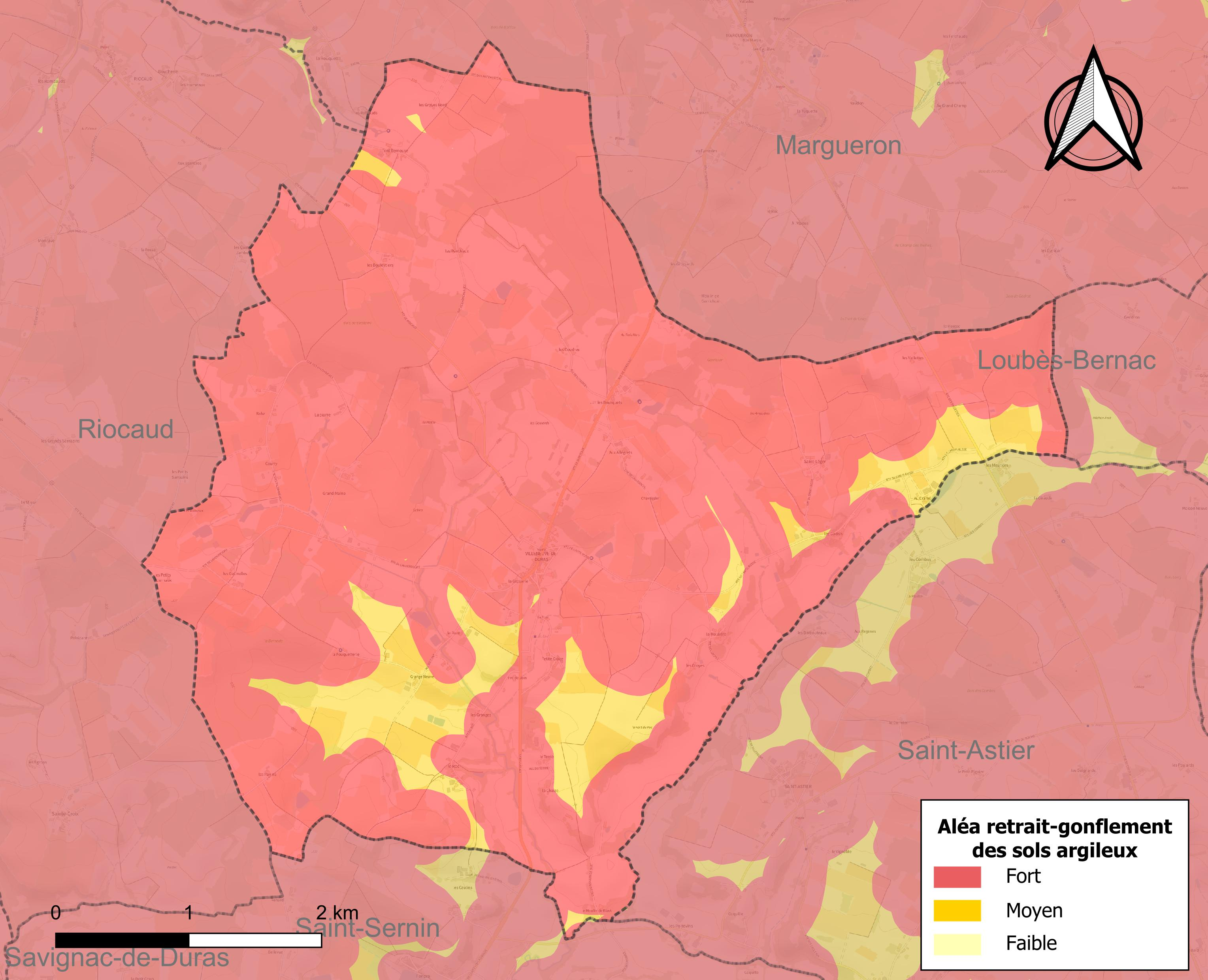
Carte des zones d'aléa retrait-gonflement des sols argileux de Villeneuve-de-Duras.

Le retrait-gonflement des sols argileux est susceptible d'engendrer des dommages importants aux bâtiments en cas d’alternance de périodes de sécheresse et de pluie. La totalité de la commune est en aléa moyen ou fort (91,8 % au niveau départemental et 48,5 % au niveau national). Depuis le 1er octobre 2020, en application de la loi ELAN, différentes contraintes s'imposent aux vendeurs, maîtres d'ouvrages ou constructeurs de biens situés dans une zone classée en aléa moyen ou fort,.
Concernant les mouvements de terrains, la commune a été reconnue en état de catastrophe naturelle au titre des dommages causés par la sécheresse en 2003 et par des mouvements de terrain en 1999.

## Toponymie
La paroisse s'est appelée Villeneuve de Puychagut, jusqu'au XVIIIe siècle,.
La commune a été créée Villeneuve en 1793, puis s'est appelée Villeneuve-de-Duras plus récemment, après la fin du XIXe siècle,.

## Histoire
Villeneuve est une bastide médiévale.

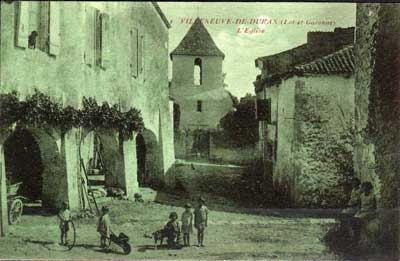
La bastide vers 1900

### Liste des prêtres et curés de Villeneuve de Puychagut
- Blaize Desconches (cité en 1627, 1630)
- Antonin Borie (résignation en 1640)
- Arnaud de la Cassaignie (1653-1655) - Ancien curé de Gensac (Gironde) - Part à Saint-Front-de-Compaignac (Dordogne)[Note 2]
- Pierre Boudrie (1655-) - Ancien curé de Saint-Front-de-Compaignac
- Pierre Conte (-1671 résignation) - Part à Landerrouat (Gironde)
- Jacques Jullien (1671-) - Ancien curé de Landerrouat
- Pierre Delfieux Laborie (avant 1677-1708) - Originaire du Rouergue
- Jean Baritaud (1708-1744) Archidiacre de Sainte-Foy-la-Grande (Gironde) - Ancien curé de Margueron (Gironde)
- Pierre Baritaud (1744-1772) - Ancien curé de Margueron - Neveu du précédent
- Gratiolet (1772-1790) - Ancien vicaire de Sainte-Foy-la-Grande
- Constant (1790)

### Liste des pasteurs de Villeneuve de Puychagut
- Monbaron (1578)
- Cartier (1637)
- Mathurin (1661)
- Ferrand (1665-1666)
- De Mathurin (1670-1677)
- Tinel (1677-1685)

## Politique et administration

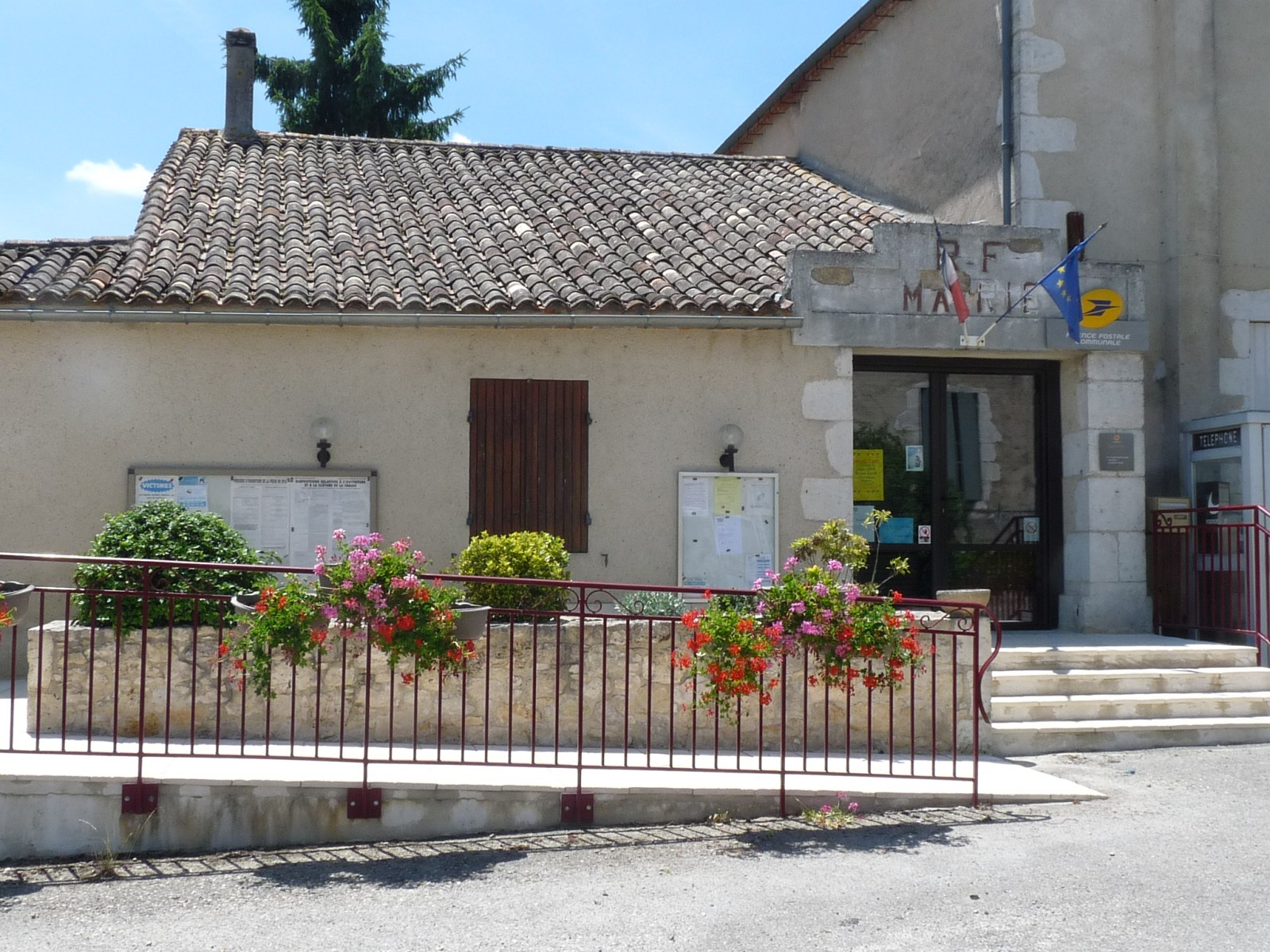
La mairie et la poste

| Période                                  | Période   | Identité       | Étiquette | Qualité    |
| ---------------------------------------- | --------- | -------------- | --------- | ---------- |
| Les données manquantes sont à compléter. |           |                |           |            |
| 1963                                     | mars 2001 | Pierre Vincent |           |            |
| mars 2001                                | 2014      | Robert Jeammet |           | Commercial |
| 2014                                     | mai 2020  | Gérard Lafon   |           |            |
| mai 2020                                 | En cours  | Régis Bertrand |           |            |

## Démographie
L'évolution du nombre d'habitants est connue à travers les recensements de la population effectués dans la commune depuis 1793. Pour les communes de moins de 10 000 habitants, une enquête de recensement portant sur toute la population est réalisée tous les cinq ans, les populations de référence des années intermédiaires étant quant à elles estimées par interpolation ou extrapolation. Pour la commune, le premier recensement exhaustif entrant dans le cadre du nouveau dispositif a été réalisé en 2004.

En 2022, la commune comptait 321 habitants, en stagnation par rapport à 2016 (Lot-et-Garonne : −0,18 %, France hors Mayotte : +2,11 %).
| 1793 | 1800 | 1806 | 1821 | 1831 | 1836 | 1841 | 1846 | 1851 |
| ---- | ---- | ---- | ---- | ---- | ---- | ---- | ---- | ---- |
| 597  | 599  | 637  | 705  | 719  | 677  | 686  | 699  | 639  |

| 1856 | 1861 | 1866 | 1872 | 1876 | 1881 | 1886 | 1891 | 1896 |
| ---- | ---- | ---- | ---- | ---- | ---- | ---- | ---- | ---- |
| 675  | 644  | 611  | 619  | 592  | 544  | 505  | 466  | 484  |

| 1901 | 1906 | 1911 | 1921 | 1926 | 1931 | 1936 | 1946 | 1954 |
| ---- | ---- | ---- | ---- | ---- | ---- | ---- | ---- | ---- |
| 503  | 476  | 447  | 405  | 404  | 408  | 390  | 366  | 381  |

| 1962 | 1968 | 1975 | 1982 | 1990 | 1999 | 2004 | 2006 | 2009 |
| ---- | ---- | ---- | ---- | ---- | ---- | ---- | ---- | ---- |
| 346  | 303  | 287  | 262  | 244  | 254  | 253  | 254  | 310  |

| 2014 | 2019 | 2022 | - | - | - | - | - | - |
| ---- | ---- | ---- | - | - | - | - | - | - |
| 311  | 315  | 321  | - | - | - | - | - | - |

## Équipements, services et vie locale
La commune possède une école publique.

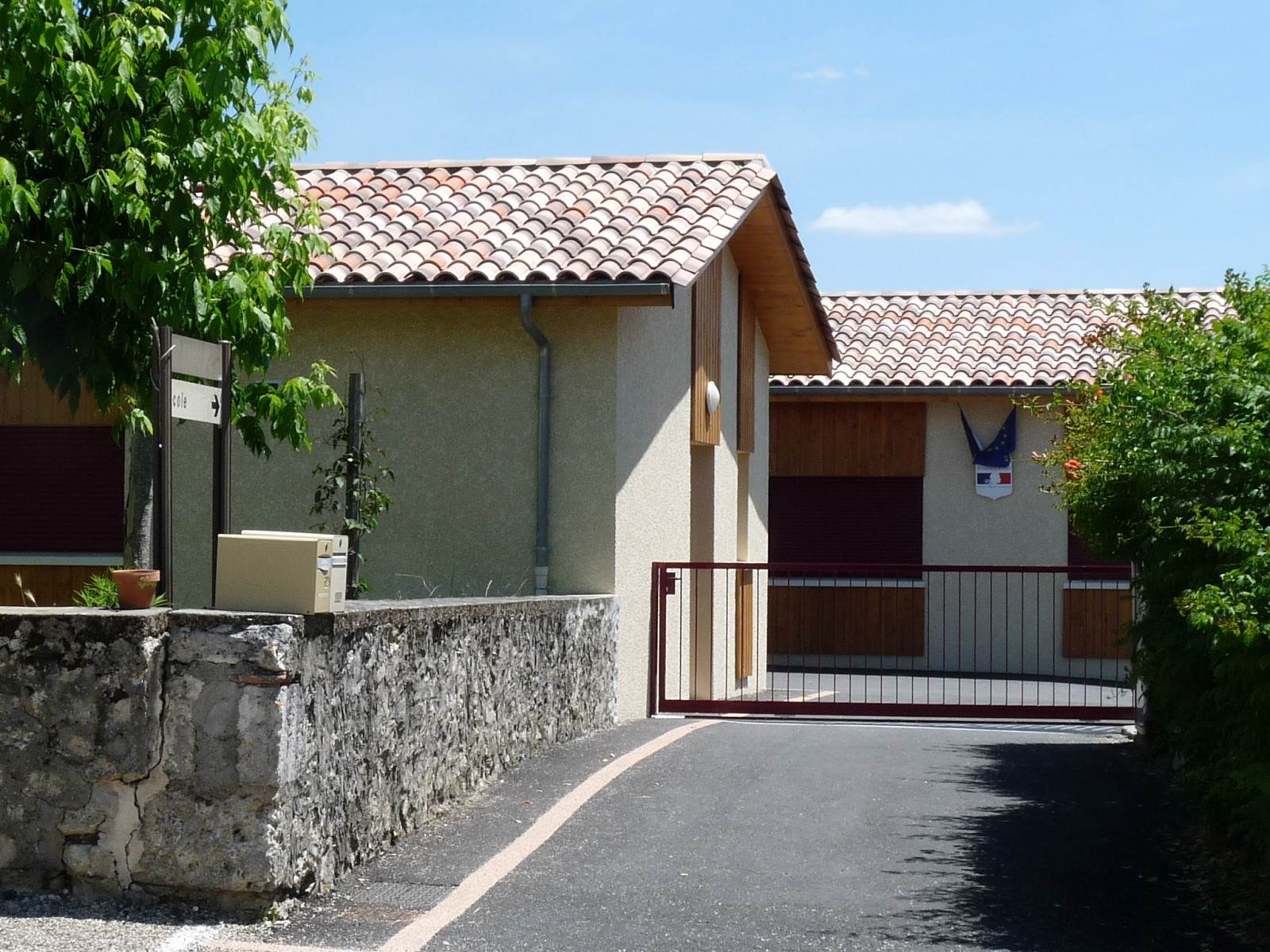
L'école
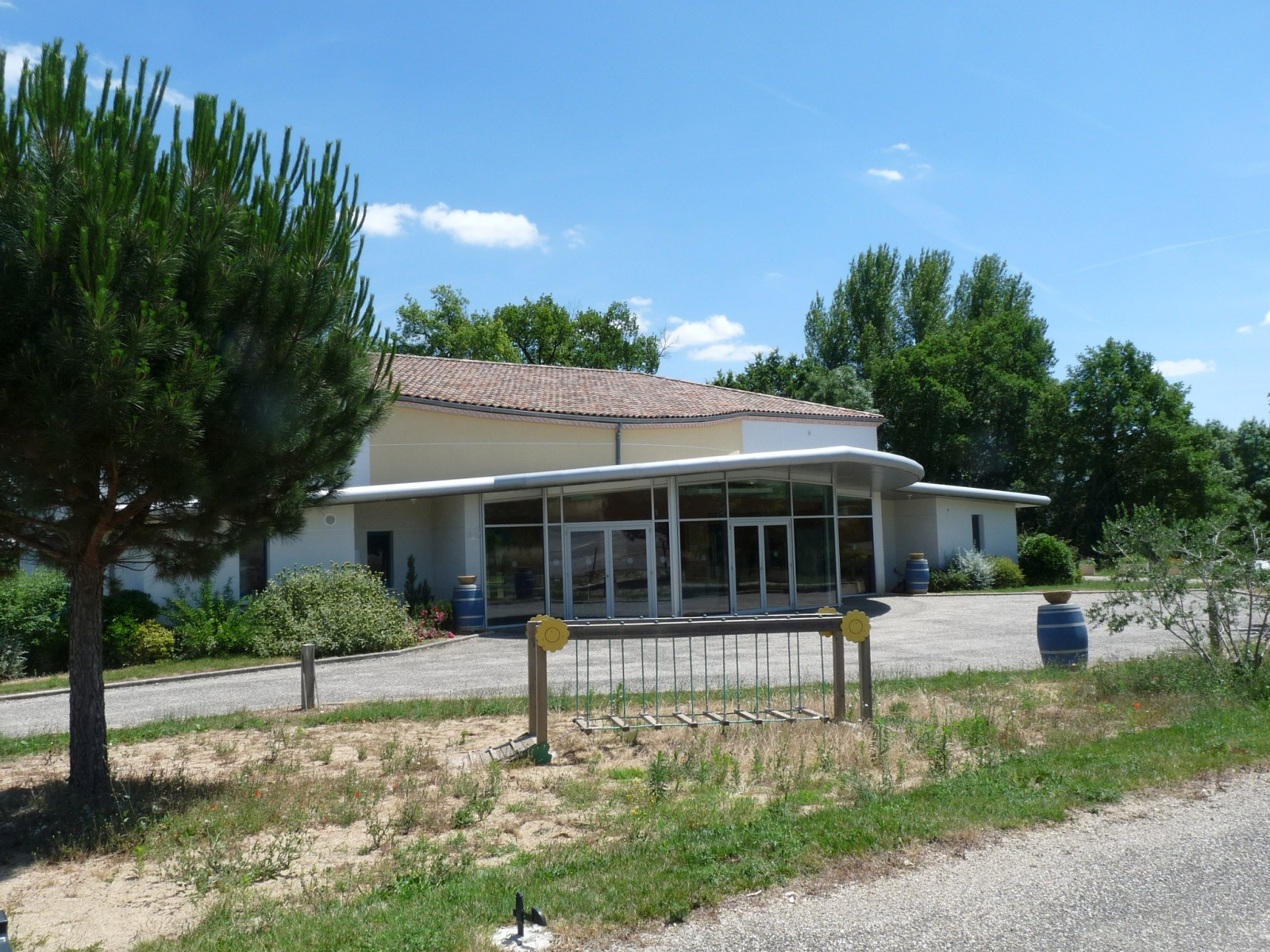
La salle des fêtes Pierre-Vincent

## Lieux et monuments

### Patrimoine religieux
- L'église paroissiale Saint-Jean-l'Évangéliste
- L'église Saint-Léger, à Saint-Léger

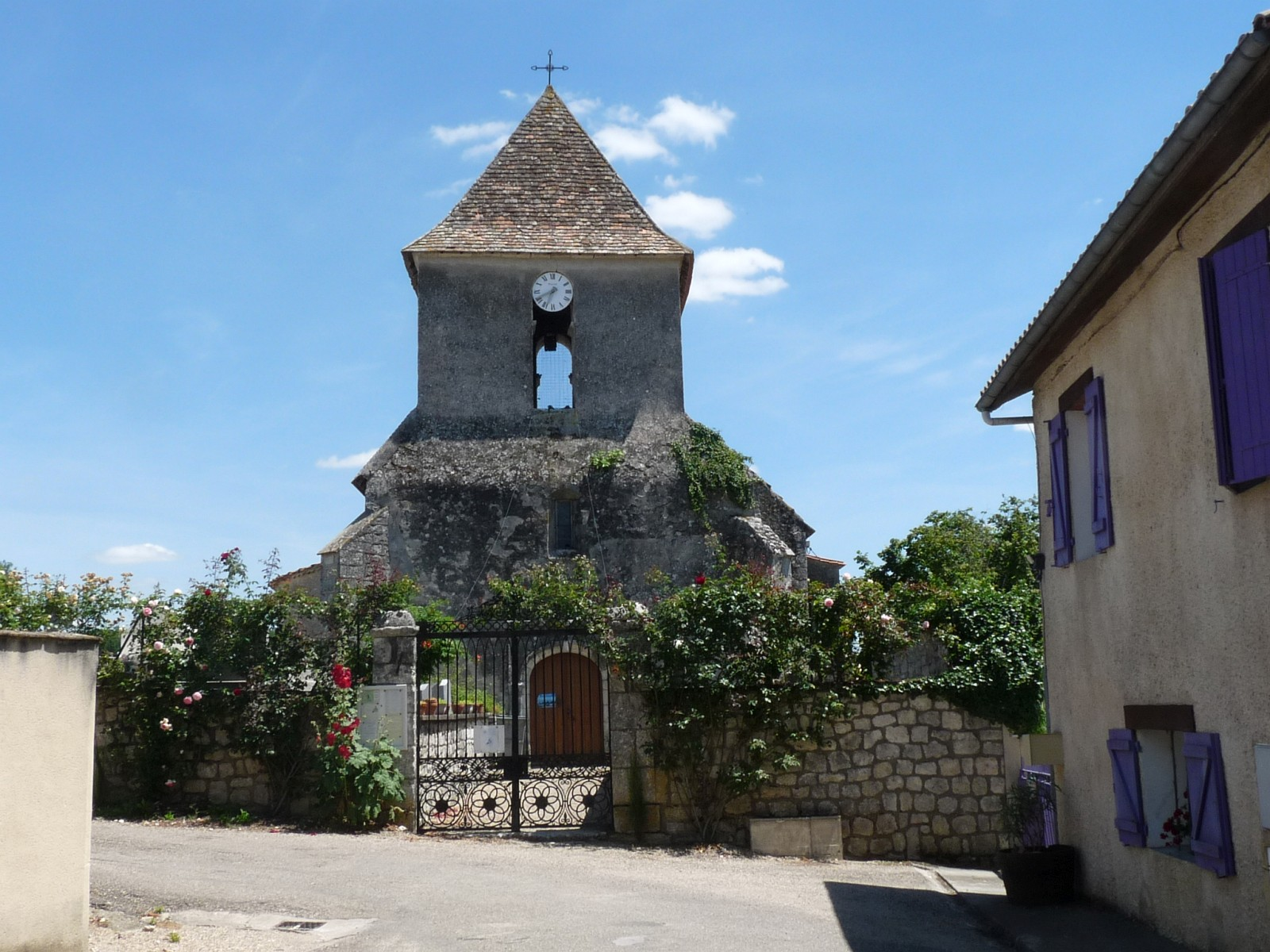
L'église Saint-Jean-l'Évangéliste
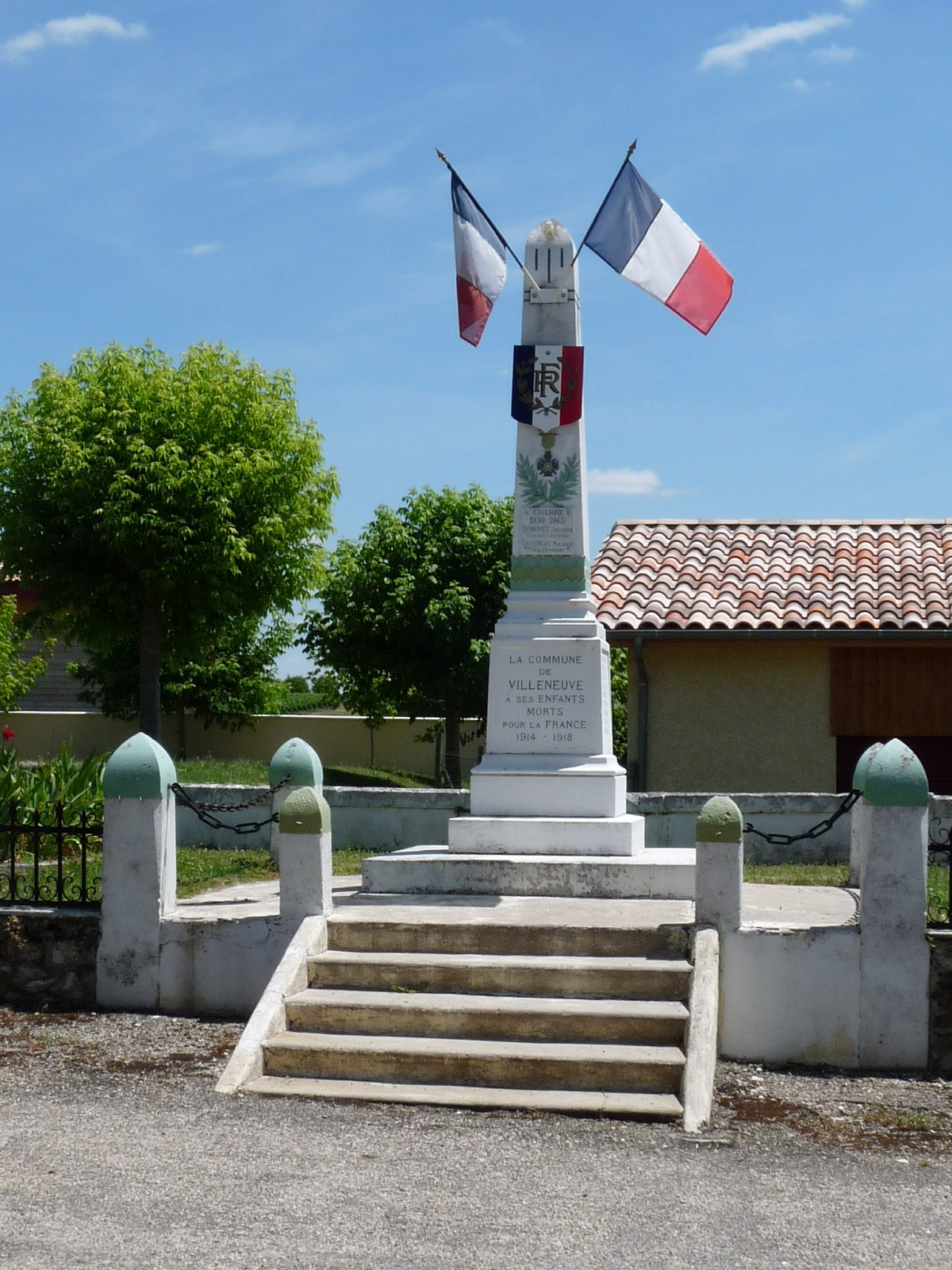
Le monument aux morts

### Patrimoine civil

#### Moulin de Marquet

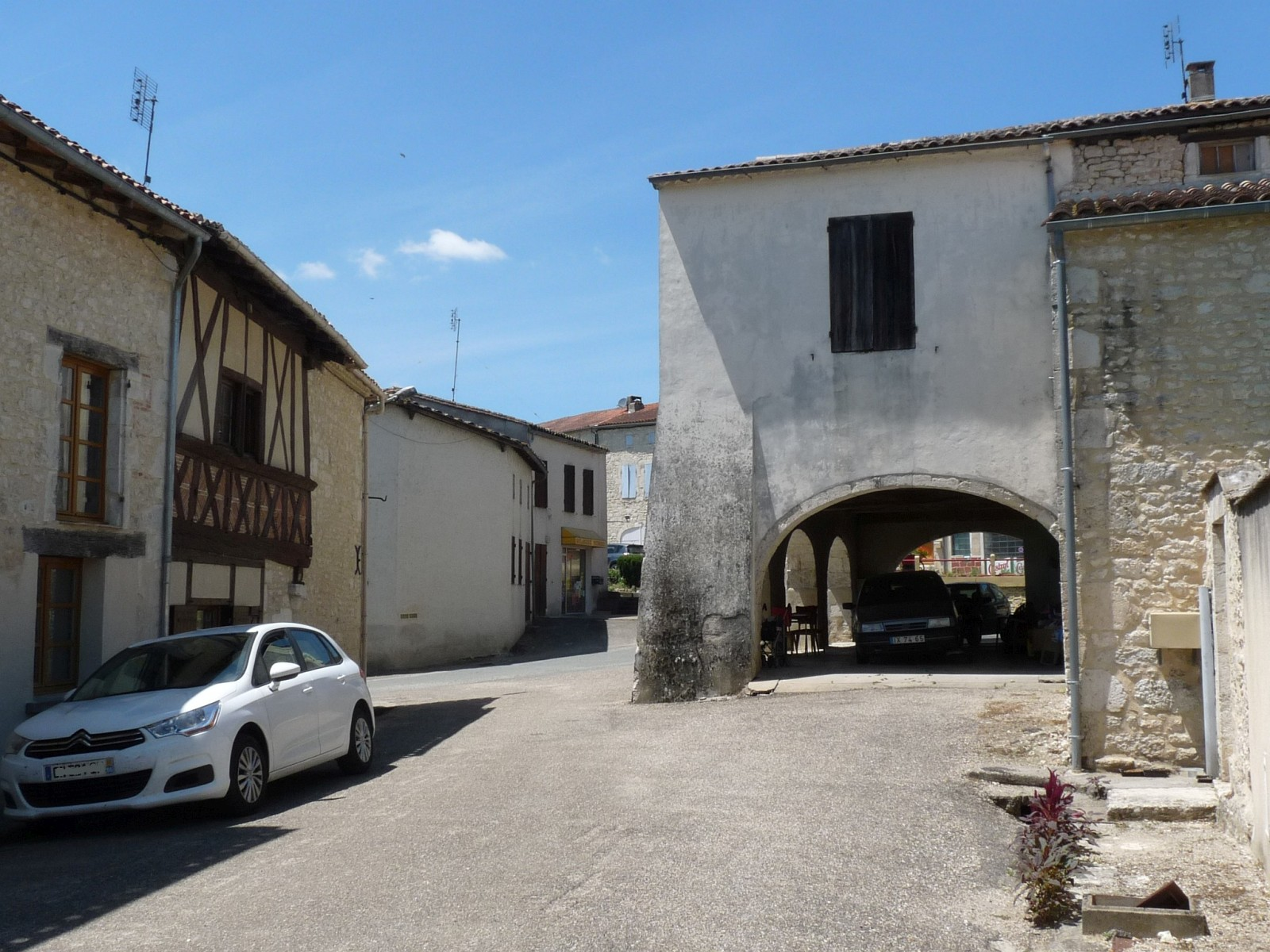
Les arcades de la bastide
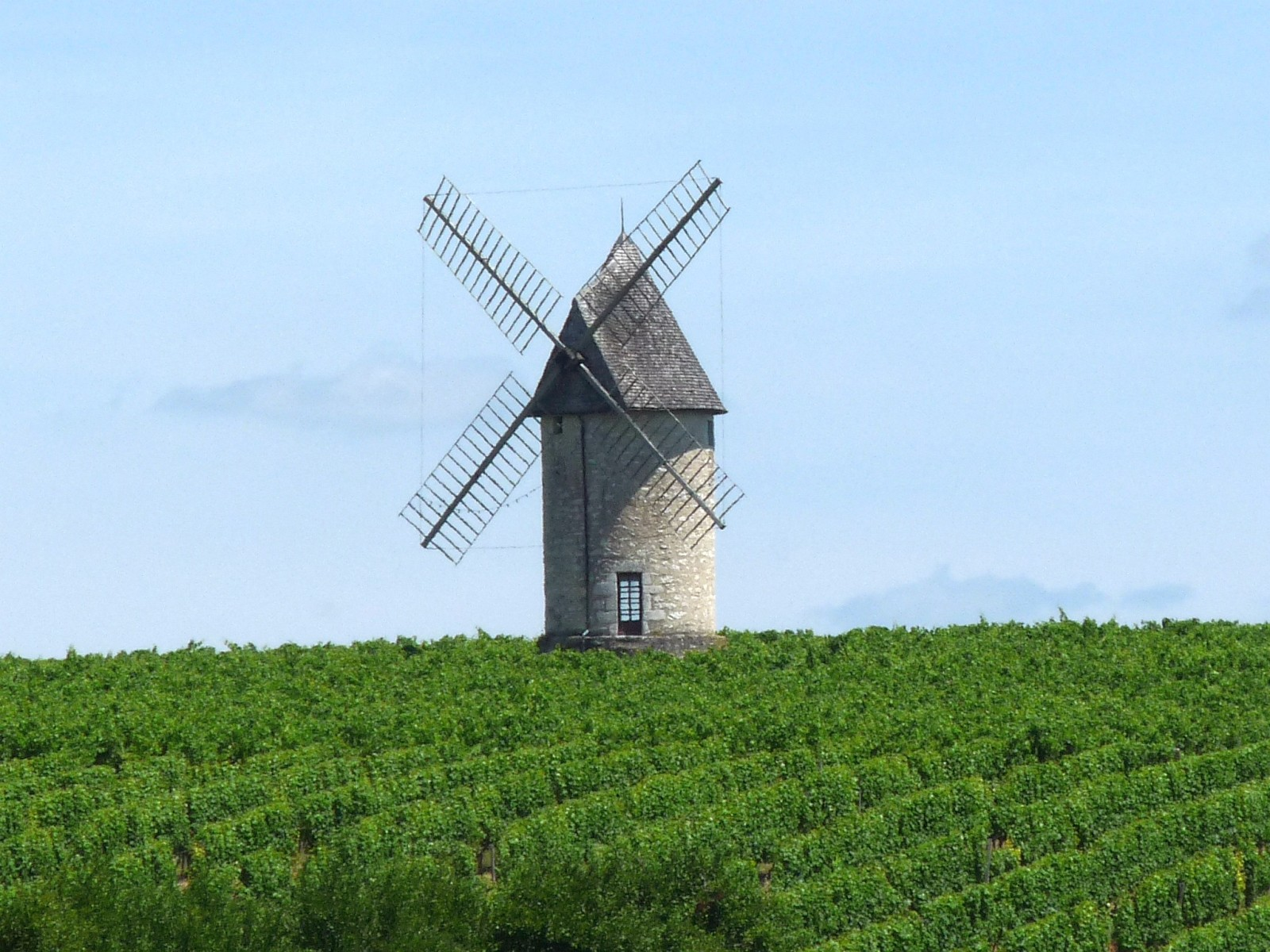
Le moulin de Marquet

## Personnalités liées à la commune